# Pala di Casalmaggiore

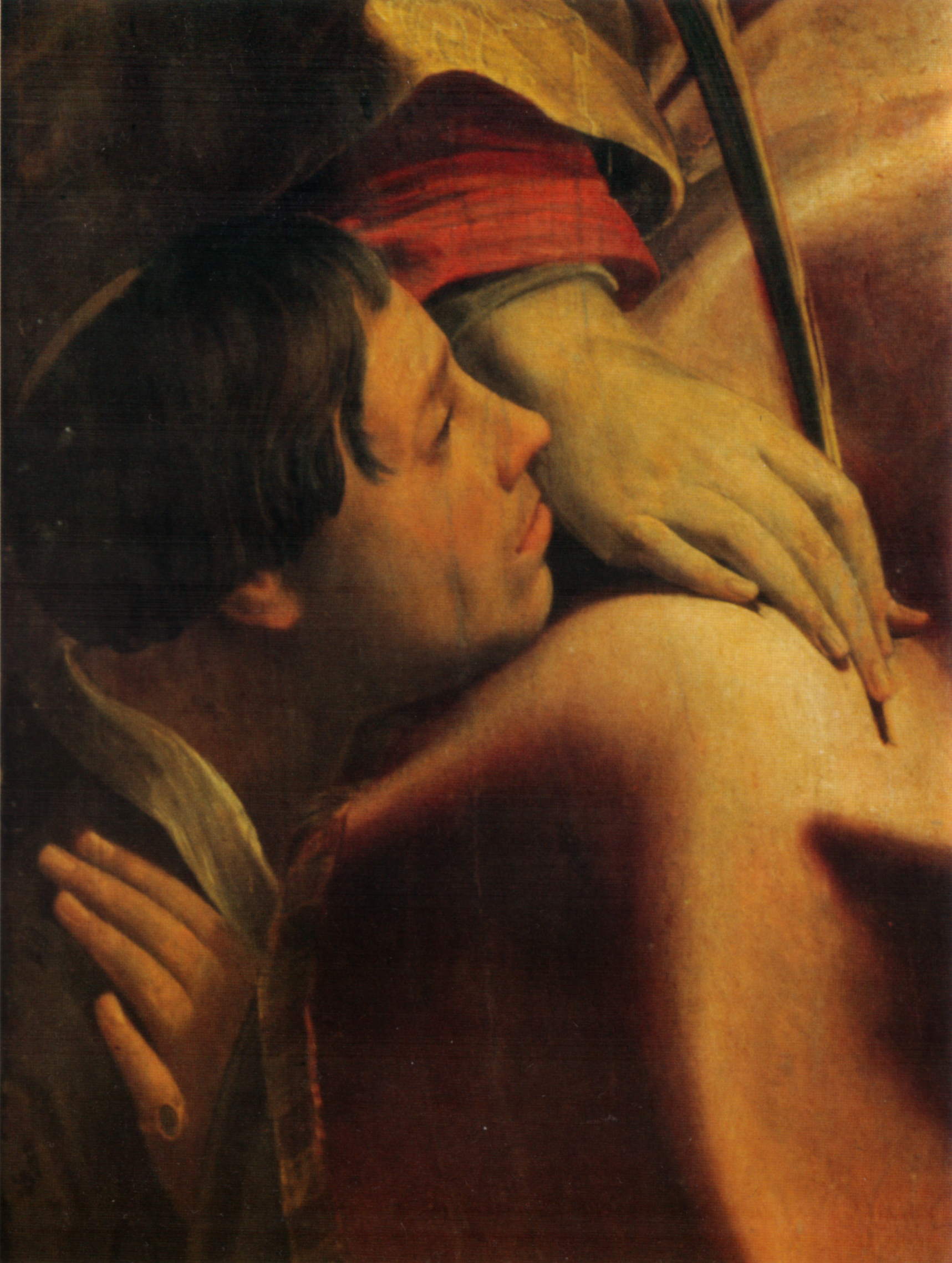
Dettaglio

La Pala di Casalmaggiore è un dipinto a olio su tavola (253x161 cm) del Parmigianino, databile al 1540 e conservato nella Gemäldegalerie di Dresda. 

## Storia
Nella sua fuga da Parma a Casalmaggiore, oltre il confine, seguita alla sua scarcerazione per le accuse di inadempienza da parte dei priori della Madonna della Steccata, Parmigianino ebbe meno di cinque mesi prima di ammalarsi e morire. 
Per sostenersi, come naturale, si affrettò a cercare una occupazione, ricevendo l'incarico di dipingere una pala per la chiesa di Santo Stefano locale, su incarico, secondo una tradizione riportata dal Mortara (1846), del nobile casalese Matteo Cavalli: è lui che allunga il volto sulla gamba di santo Stefano, in basso a destra. 
L'opera restò nella chiesa per meno di un secolo, venendo poi ceduta alla quadreria estense a Modena, per iniziativa della comunità locale, più interessata ad oliare la concessione del titolo di collegiata che alle faccende artistiche: dopotutto anche una Madonna di Correggio in paese venne alienata e andò perduta. 
L'occasione per la transazione fu data dalla temporanea occupazione della cittadina da parte di Francesco I d'Este nel 1647, durante la guerra con la Spagna. I casalesi dopotutto erano a conoscenza dell'interesse legato all'opera del Parmigianino, con la visita nel 1602 di un intermediario di Ferdinando Gonzaga, Palmerio Celestani, che come si apprende da una missiva del 14 febbraio di quell'anno, incontrò il prete della chiesa che aveva dichiarato la disponibilità alla vendita, alla fine non conclusa per ragioni ignote.
Da Modena finì venduta con i cento pezzi più pregiati delle collezioni estensi e portata a Dresda, nel 1746.

## Descrizione e stile
L'opera è divisa nettamente in due metà da una transenna marmorea: in basso, verso lo spettatore, si trovano santo Stefano (con in mano la pietra, sull'asse del dipinto), san Giovanni Battista (con la croce di ramoscelli e la bacinella per battezzare con l'acqua) e il committente inginocchiato su un gradino più basso, in una posa di innovativa deferenza e con un realismo straniante, che sembra anticipare le ricerche seicentesche; in alto l'apparizione divina, ieratica e sovrannaturale, della Vergine col Bambino, tra cerchi luminosi, al dischiudersi di nubi scure. Essa sembra discendere sfiorando il bordo dell'inquadratura, con un'idea compositiva senza precedenti. In lontananza, al centro, si intravede un breve paesaggio plumbeo.
La monumentalità classica dei santi contrasta con l'evanescente apparizione mariana, investita da una luce livida, e proporzionata in maniera allungata, come nelle opere più mature dell'artista. La cromia dei santi è di colori freddamente spenti, forse per una scelta consapevole, forse per i tempi stretti della realizzazione, che non permisero una finitura maggiore. Essi si mostrano indifferenti tanto al committente che si sporge, quanto all'osservatore: "l'immagine è immersa in un'aura siderale, in un universo di diaspro dove gli esseri umani non possono sopravvivere. L'universo proposto dall'artista in quest'opera non è né blando né rassicurante. È un paradiso aguzzo e spigoloso, pieno di rigidità e durezze nel piegarsi dei manti. [...] L'accesso al divino veniva ormai reso inumano" (Coliva).
La semplicità della composizione è tutta apparente: numerosi disegni, molto rifiniti, testimoniano la ricerca di perfezione formale dell'artista. Uno studio dell'insieme si trova nella Royal Library del castello di Windsor (n. 0590), mentre un disegno della Madonna col Bambino è al Gabinetto dei Disegni e delle Stampe di Firenze (13639F).